# Anastrepha aczeli
Anastrepha aczeli är en tvåvingeart som beskrevs av Blanchard 1961. Anastrepha aczeli ingår i släktet Anastrepha och familjen borrflugor. Inga underarter finns listade i Catalogue of Life.